# Impact Wrestling
Impact Wrestling là một công ty đấu vật chuyên nghiệp của Hoa Kỳ do hai cha con Jerry Jarrett và Jeff Jarrett sáng lập vào 10 tháng 5 năm 2002, đồng sở hữu hợp thức hóa với tập đoàn Panda Energy International là một tập đoàn hoạt động trong lĩnh vực chuyên tìm kiếm những vận động viên có năng lực phi thường để tham gia thi đấu trong những giải lớn. Tổng hành dinh của họ nằm tại Dallas, bang Texas.
Trong thời kỳ thành lập, đây chỉ là một thành viên của Liên đoàn đấu vật quốc gia, tiếng Anh: National Wrestling Alliance, gọi tắt là NWA, còn được gọi với tên NWA Total Nonstop Action. Kể từ khi TNA được tổ chức các giải đấu thì họ đã có quyền được sử dụng chung hai đai danh hiệu cho các vận động viên của NWA là NWA World Heavyweight Championship cùng với đai danh hiệu NWA World Tag Team Championship. Sau một thời gian dài lập nghiệp, TNA tách ra khỏi NWA năm 2004 nhưng vẫn có đủ thẩm quyền để sử dụng đai danh hiệu của NWA. Tháng 5 năm 2007, khi NWA không đồng ý cho TNA dùng nữa, TNA đã tự sáng tạo ra các đai danh hiệu mang tên thương hiệu của mình như là TNA World Heavyweight Championship, TNA X Division Championship, TNA World Tag Team Championship, và cuối cùng là đai danh hiệu tự tác dành cho các đô vật nữ bán chuyên nghiệp là TNA Knockouts Championship từ ngày 14 tháng 10 năm 2007.
Trong năm 2010, sau khi gặt hái được nhiều thành công trên phương diện doanh thu. TNA tự tách ra khỏi dạng quảng bá hình ảnh bản thân thương hiệu nhỏ lẻ (trên truyền hình phát sóng hàng ngày) thành dạng quảng bá công nghiệp (như theo kiểu WWE là chỉ phục vụ trên truyền hình cáp trả tiền đang ký xem thông qua SpikeTV), điều này chỉ xảy ra khi Hulk Hogan và Eric Bischoff được chủ tịch đối tác Dixie Carter mời sang làm bộ mặt quảng bá cho TNA để có một sự thay đổi lớn. Chính bởi sự thay đổi này đã đưa thẳng thương hiệu TNA sang hướng công nghiệp đô vật hóa (làm hàng cho có hơn là đánh đấm có chất lượng như các giải đấu năm 2002 đến 2006), không những vậy sân đấu của TNA từ ngũ giác đài độc nhất nay đã chuyển sang dạng truyền thống là bốn cạnh như các giải đấu vật khác.
Vào tháng 10 năm 2011, chủ tịch Dixie Carter đề bạt hai đô vật nổi tiếng Sting và Hulk Hogan làm tổng giám đốc điều hành Impact Wrestling. Từ đây TNA quay trở về dạng đấu vật như WWE, mặc dù độ nổi tiếng của nó không bằng như trước. Vào ngày 2 tháng 3 năm 2017, sự xuất hiện của cái tên TNA đã bị loại bỏ hoàn toàn. Trong cùng ngày, Bruce Prichard phát biểu rằng cái tên TNA đó đã "chết", với việc Anthem tái cơ cấu lại toàn bộ TNA thành Impact Wrestling, lấy cảm hứng từ chương trình truyền hình cùng tên.

## Dòng lịch sử của TNA

### Sơ lược thông tin ngày đầu thành lập công ty và hiện tại

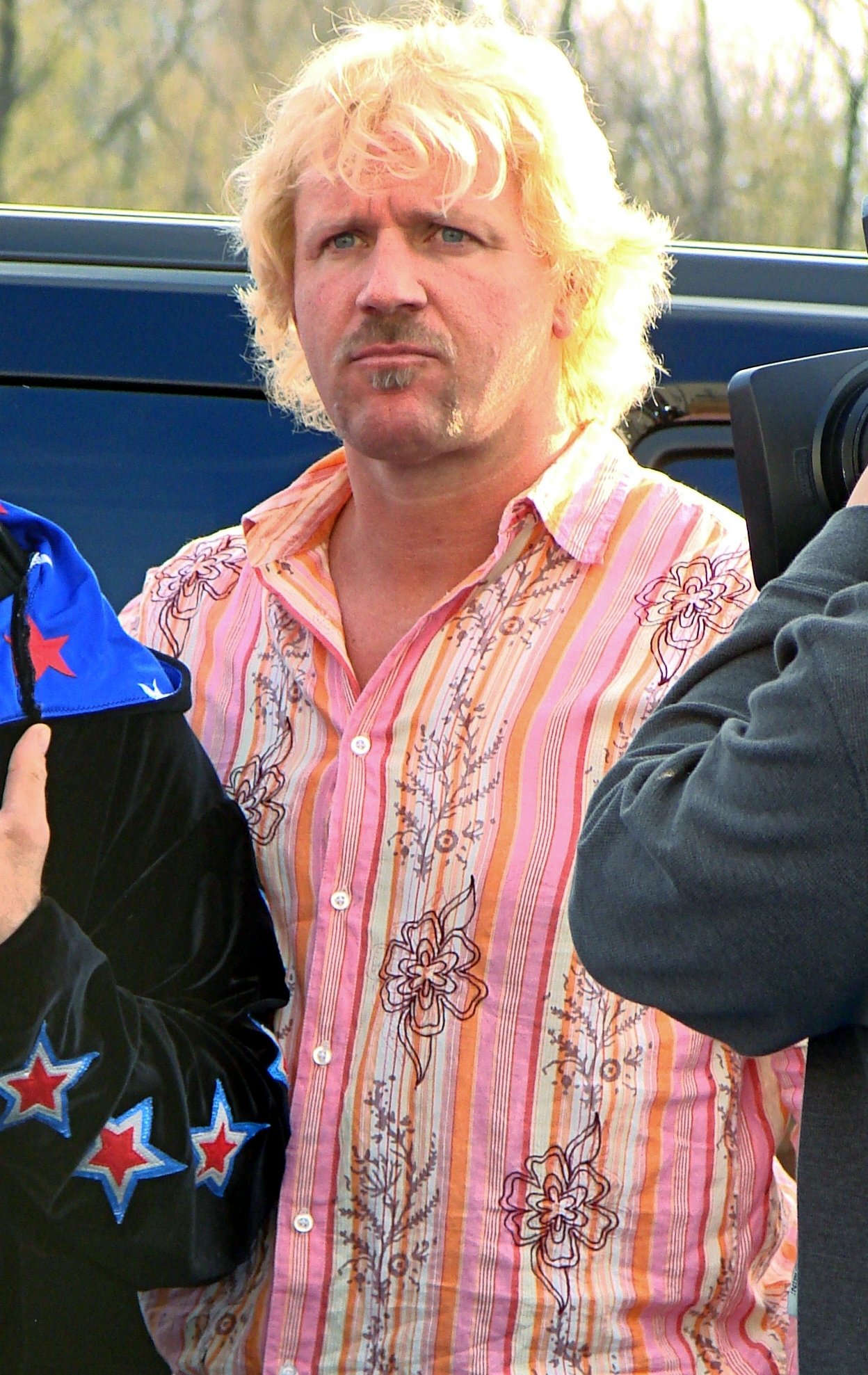
Jeff Jarrett - người sáng lập TNA

Nguyên bản những chương trình show của TNA được bắt nguồn từ bản quyền của kênh World Wrestling Entertainment (gọi tắt là WWE - Kênh thể thao đấu vật giải trí của chính WWE lập ra từ năm 1952). Nhưng lại không theo kiểu dạng kênh riêng của liên đoàn thể thao giải trí mà lại là kiểu tư nhân tự bỏ tiền ra thành lập nên doanh thu của công ty TNA thu lại từ đây có hơi tương đối (tức không hẳn cao cho lắm so với kênh của WWE khi kiếm được 500 triệu tiền phát sóng kiếm được cao nhất mỗi năm). Trong tất cả các buổi phát sóng, thì chỉ đặc biệt duy nhất có mỗi chương trình phát sóng TNA Xplosion từ sau năm 2002 mới được mọi người để ý đến.
Trong thời kì đầu tiên của TNA Xplosion, buổi phát sóng đầu tiên bắt từ ngày 19/6/2002. Lúc đó cả giải đấu TNA được thực hiện như một màn tình diễn catwalk của các đô vật từ sau khán đài ra sàn đấu bốn cạnh, vào thời đó do không thể phát sóng 60 phút thi đấu nên toàn bộ các màn biểu diễn của màn trình diễn đấu vật đã bị cắt xén bớt đi để chiếu cho dễ trên truyền hình thời đó. Hãy nhớ là trước khi có cái tên TNA bây giờ thì trước đó họ gọi là NWA TNA hay Total Nonstop Action.
Trong năm 2004, TNA đã giành được quyền phát sóng trên Fox Sports. Hơn thế nữa họ cũng xí một vị trí đặt sàn đấu tại Soundstage 21 trong phim trường Universal Studios, thuộc Florida. Để đánh dấu sự thành công cho một thương hiệu, TNA lập tức thay đổi sàn đấu từ bốn cạnh sang sáu cạnh (độc nhất vào hồi đó mà không một giải đấu nào có). Hơn thế nữa giải đấu TNA còn một điểm khác biệt nữa trong hệ thống đấu vật đã được ban ra đó là cố tình phá vỡ một số luật lệ thông dụng như cho phép lấy các đai danh hiệu bằng cách được tranh kết thúc theo thể thức Disqualafication (gọi chung chung là đấu hỗn tạp không theo sự chỉ đạo) hoặc Counout (đại loại tạo những tình huống bất ngờ gây sốc bằng những show đặc biệt có xuất trình diễn). Và TNA cũng đưa vào cách giới thiệu Entrance (tức cổng giới thiệu thật hoành tráng nhân vật chiến binh của chúng ta sắp thấy khi xuất hiện) độc đáo khi chia làm hai bên khu vực dành cho các đấu sĩ đi ra chuẩn bị cho một trận quyết đấu đó là một bên chỉ dành riêng cho các đấu sĩ Xấu (từ chuyên môn hay gọi là Heel) và bên còn lại là dành cho đấu sĩ Tốt (từ chuyên môn hay gọi là Face).

### Giải đấu hay mang tên Impact Wrestling

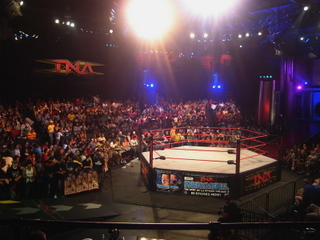
Võ đài TNA

TNA bắt đầu công chiếu chương trình TNA Impact! đầu tiên của mình (được tài trợ bằng tên gọi "TNA iMPACT!") từ Tháng 6 /2004 trên kênh Fox Sports Net (gọi tắt là FSN - một kênh truyền hình cáp nói về thể thao tổng hợp thông qua mạng lưới truyền hình quốc gia thông qua bản quyền của đài News Corporation) trình chiếu mỗi tuần bằng dịch vụ Pay-Per-View (xem truyền hình cáp riêng cần trả tiền phí theo tháng có bản quyền đàng hoàng cho mỗi kênh chương trình đã đặt hàng để xem được trực tiếp các trận đấu thể thao quan trọng), sau hơn một năm hoạt động hãng TNA đã thấy việc thu lại hiệu quả từ kênh truyền hình này không cao nên đã cắt hợp đồng từ ngày 1/7/2005 nhưng vẫn có trong tay thương hiệu " iMPACT! " để tìm một nhà tài trợ khác để tiếp tục hoạt động.
Sau hơn ba năm trờ đợi, cuối cùng hãng TNA đã thỏa thuận được với Spike TV (vốn được sáng tạo ra từ kênh MTV Networks trong danh sách mạng truyền hình cáp của Mỹ) bắt đầu phát sóng lần tiếp vào ngày 4/10/2007. Từ đây con đường của giải đấu Impact! chính thức trở thành một kênh chương trình truyền hình thể thao thuộc hàng đỉnh cao được mọi người chú ý vào mỗi tối Thứ Năm (thường vào lúc 9 giờ trở đi). Thời lượng chiếu giải đấu IMPACT! kỷ lục nhất hiện nay là trên hai tiếng đồng hồ liên tục vì hầu hết giải đấu IMPACT! không hẳn là giải đấu chính thức trong tổng số 12 giải đấu trong một năm, theo nghĩa hiểu đơn giản của giải đấu này hầu hết là thuộc hình thức giao lưu với các đô vật và giới hâm mộ thông qua các đòn thế và kỹ năng đẹp mắt điêu luyện của chính những nhân vật thần tượng đấu sĩ nổi tiếng của TNA.
Sau này được mang tên là Impact Wrestling.

### Phát triển và mở rộng thêm mọi loại hình giải trí của TNA
- TNA IMPACT!: The Video Game :

TNA sau khi liên hệ và đã từng có hợp đồng với Electronic Arts và Rockstar Games nhưng không thành công. Ngày 7/11/2005, công ty TNA bắt tay với hãng làm game MIDWAY (được biết đến thông qua dòng game đối kháng nổi tiếng tên MORTAL KOMBAT) đang lên. Bằng việc thống nhất quảng bá sản phẩm điện ảnh lăng xê cho các game có các " siêu sao " như Spy Hunter: Now Here To Run (có nhân vật The Rock lấy hình ảnh trong game) trong một giải đấu vật lớn trên Spike TV đã có dấu hiệu khả quan. Sự hợp tác của họ bắt đầu và sản phẩm của TNA và hãng MIDWAY này chính là bộ game TNA Impact! (trên các hệ máy bao gồm PLAYSTATION 3, Xbox 360, Wii, và hệ máy đời cũ là PlayStation 2). Tất nhiên game TNA Impact! hiện tại đang namừ dưới tay những nhà phát triển game kỳ cựu của xưởng studio làm game Mortal Kombat: Shaolin Monk (được biết đến qua năm 2005), game được thiết kế không giống WWE SmackDown vs. Raw của THQ vì lý do dựa trên nguyên lý đánh đối kháng của dòng game Mortal Kombat nên toàn bộ tất cả những gì bạn thấy trong game thuộc phong cách đối kháng đấu vật truyền thống. Hiện tại theo ESRB cho hay họ đã đánh giá game thuộc hàng cấp TEEN như những game đấu vật đã từng được họ đánh giá.
Sau khi trò chơi được bán ra vào 2008, hãng làm game MIDWAY xác nhận trò chơi này đã bán được 1,5 triệu bản. Mặc dù trò chơi đã rất cố gắng cập nhật các bản vá lỗi và công bố các DLC cập nhật nhân vật mới đến tháng 2/2009 nhưng chất lượng trò chơi vẫn xuống dốc không phanh cho đến khi công ty MIDWAY tuyên bố phá sản vào tháng 5/2009. Vào ngày 11/10/2009, hãng làm trò chơi SouthPeak Games mua lại thương hiệu TNA và làm ra dòng trò chơi TNA Impact!: Cross the Line trên các hệ như PlayStation Portable và Nintendo DS. Họ và đã chỉnh sửa thêm nội dung và phát hành trò chơi vào ngày 25/7/2010, tuy nhiên trò chơi có thành công hay không thì tính đến thời điểm này trò chơi cũng chẳng thấy được nhắc đến vì một lý do nào đó không được rõ ràng sau khi nó được bán ra.
- TNA You Tube Channel:

Vào tháng 4/2006, TNA chính thức đăng ký hợp thức hóa để trở thành một thành viên của You Tube (vốn là một trang website chia sẻ video mà ở nơi đó người dùng có thể tải lên, xem và chia sẻ các video clip do mình tự tạo hay có sẵn bởi ba nhân viên cũ của PayPal tạo nên vào giữa tháng 2 năm 2005) để lưu dữ những thước phim đặc biệt của chính hãng cấp lên để cho người sử dụng có thể biết được và cập nhật thông tin nhanh chóng và chính xác 100% trong từng tuần qua. Đây là một kênh website khá thành công trong mặt quảng bá thương hiệu, TNA You Tube Channel đạt kỷ lục tuyệt đối số lượng người truy cập từ khi được thành lập đến nay.
- TNA Mobile:

Đây là một trong những thành công vượt bậc khi hãng TNA hợp tác và thỏa thuận với công ty New Motion, Inc lập ra trong Tháng 1 /2007, chương trình kết nối TNA Mobile được lập ra cho phép các fan hâm mộ của TNA được phép bình và bầu chọn cược những trận đấu để kiếm thêm theo dịch vụ giải trí của mobile.
- TNA U:

Đây là một chương trình cho phép các fan hâm mộ giao lưu với nhau khi trở thành một phần thành viên của chương trình TNA khi nó bắt đầu để các fan lên kế hoạch bàn bạc đi dẫn dắt những người đi xem show diễn của TNA. Toàn bộ chương trình này sẽ được chính hãng tài trợ nếu như thực sự nó thành công và những gì quyền lợi đối với người tham gia TNA U sẽ là trên hết bằng những tặng phẩm có bản quyền hay những lần gặp mặt các đấu sĩ của TNA.
Tuy nhiên không phải fan hâm mộ nào cũng có thể ghi điểm với chương trình TNA U này đạt được số nhiều người chơi hơn hai kênh chương trình Sports Entertainment Industry. TNA U không khuyến khích những người tham gia chương trình này theo kiểu thích chơi là chơi còn thích rời là rời.
- TNA Wrestling HD:

Trong năm 2008, khi truyền hình cáp với chất lượng độ phân giải cao (HD: High-Definition) bắt đầu nở rộ. Hãng TNA bắt đầu đầu tư vào kĩ thuật truyền thông bằng cách thay đổi chất lượng hình ảnh bằng cách giới thiệu TNA Wrestling HD, kết quả sau hai năm thử nghiệm (từ 2008 đến 2010) TNA đã chính thức chuyển hết tất cả các giải đấu của mình lên định dạng HDTV. Từ năm 2011 cho đến nay logo thương hiệu TNA Wrestling HD đã được dỡ bỏ hoàn toàn sau khi định dạng lại.

## Các nhà vô địch hiện nay
| Danh hiệu                                       | Nhà vô địch                  | Lần      | Ngày thắng                                                        | Nơi thắng        | Ghi chú |
| ----------------------------------------------- | ---------------------------- | -------- | ----------------------------------------------------------------- | ---------------- | --- |
| Impact Wrestling World Heavyweight Championship | Lashley                      | 3        | Ngày 12 tháng 6 năm 2016                                          | Orlando, Florida | Đánh bại Drew Galloway trong trận knockout hoặc đòn khoá tại Slammiversary.                                                                                |
| Impact Grand Championship                       | Chưa có                      | 1        | Ngày 2 tháng 10 năm 2016                                          | Orlando, Florida | Aron Rex và Drew Galloway sẽ đấu với nhau để trở thành nhà vô địch đầu tiên.                                                                               |
| Impact Wrestling X Division Championship        | DJ Z                         | 2        | Ngày 13 tháng 8 năm 2016 (phát sóng vào ngày 1 tháng 9 năm 2016)  | Orlando, Florida | Đánh bại Mandrews, Rockstar Spud, Trevor Lee, Andrew Everett và Braxton Sutter trong một Ultimate X Gauntlet match để tranh X Division Championship trống. |
| Impact Wrestling World Tag Team Championship    | Decay (Abyss và Crazy Steve) | 1 (2, 1) | Ngày 19 tháng 3 năm 2016 (phát sóng vào ngày 26 tháng 4 năm 2016) | Orlando, Florida | Đánh bại Beer Money, Inc. tại Impact Wrestling. |
| Impact Wrestling Knockouts Championship         | Maria                        | 1        | Ngày 13 tháng 8 năm 2016 (phát sóng vào ngày 1/9/2016)            | Orlando, Florida | Đánh bại Allie tại Impact Wrestling. |

## Các thành tựu khác
| Thành tựu                  | Người chiến thắng                                                                                                 | Ngày thắng          | Sự kiện                  |
| -------------------------- | --- | ------------------- | ------------------------ |
| Joker's Wild               | Drew Galloway | 31 tháng 1 năm 2016 | Joker's Wild 4           |
| King of the Mountain       | Eric Young | 31 tháng 1 năm 2016 | Impact Wrestling         |
| Queen of the Knockouts     | Jade | 17 tháng 3 năm 2016 | Knockouts Knockdown 4    |
| TNA World Cup of Wrestling | Team Hardy (Jeff Hardy, Eddie Edwards, Jessie Godderz, Robbie E và Jade)                                          | 22 tháng 7 năm 2016 | World Cup of Wrestling 4 |
| Gauntlet for the Gold      | Awesome Kong | 8 tháng 1 năm 2016  | One Night Only:Live      |
| Feast of Fired             | Drew Galloway (World Heavyweight) Eli Drake (King of the Mountain) James Storm (World Tag Team) Grado (Pink slip) | 9 tháng 1 năm 2016  | Impact Wrestling         |